# Duncan Macomish

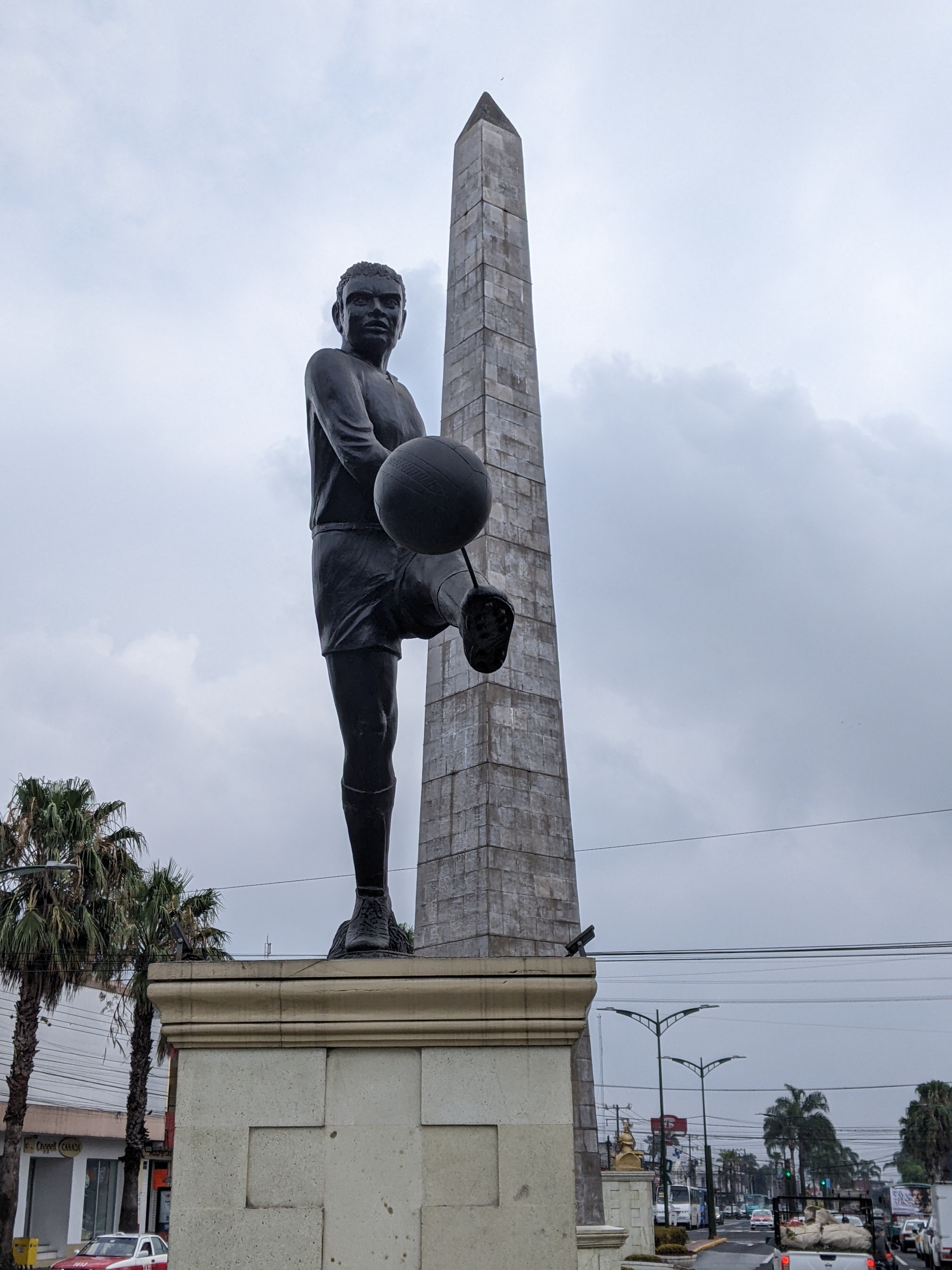
Denkmal für Duncan Macomish in Orizaba

Duncan Macomish war ein schottischer Fußballspieler, vermutlich auf der Position des Torwarts, unter dessen Führung im Jahr 1898 der mexikanische Fußballverein Orizaba Athletic Club gegründet wurde (nach einer anderen Version gründete Macomish 1901 die Fußballabteilung innerhalb des bereits bestehenden Sportvereins). Die von ihm gegründete und als Spielertrainer aktiv geführte Mannschaft ging 1903 als erster Meister in die Fußballgeschichte Mexikos ein.

## Biografie
Duncan Macomish war ein erfolgreicher Sportler, der in seiner Heimat Schottland bereits mehrere Wettkämpfe gewonnen hatte. Irgendwann zwischen 1896 und 1898 kam der gelernte Farbtechniker in die aufstrebende mexikanische Industriestadt Orizaba, um in der Fábrica Santa Gertrudis „El Yute“ zu arbeiten. Um dieselbe Zeit waren auch einige andere, vorwiegend schottische, Techniker nach Orizaba gekommen, von denen viele in derselben Fabrik tätig waren.
Aus diesem Personenkreis heraus bildete sich unter der Leitung von Duncan Macomish eine Fußballmannschaft, die auf Einladung des in der Hauptstadt ansässigen „englischen“ Reforma AC an der ersten Fußballmeisterschaft von Mexiko teilnahm. Unter der Leitung des Spielertrainers Duncan Macomish gewann die – inzwischen auch um einige englische Spieler ergänzte – Mannschaft des Orizaba AC die in der Saison 1902/03 erstmals ausgetragene Meisterschaft.